# (6547) Vasilkarazin
(6547) Vasilkarazin ist ein Asteroid des mittleren Hauptgürtels, der am 2. September 1987 von der russischen Astronomin Ljudmila Iwanowna Tschernych an der Zweigstelle Nautschnyj des Krim-Observatoriums (IAU-Code 095) in Nautschnyj in der Ukraine entdeckt wurde.
Der Asteroid wurde am 7. April 2005 nach dem russischen Staatsmann, Schriftsteller, Erfinder, Pädagogen und Aufklärer Wassili Nasarowitsch Karasin (1773–1842) benannt, der das russische Bildungsministerium sowie die 1905 nach ihm benannte Universität Charkow gründete.